# Rue de la Paix (Paris)
Pour les articles homonymes, voir Rue de la Paix.
La rue de la Paix est une rue des 1er et 2e arrondissements de Paris.

## Situation et accès
La rue de la Paix fait la jonction entre la place Vendôme et l'Opéra Garnier. Située dans un quartier prestigieux et aisé de la capitale, elle comprend principalement des maisons de haute joaillerie comme Cartier, Van Cleef & Arpels, Fred, ou Mellerio, des magasins de luxe, des grands hôtels et palaces comme l'hôtel Westminster et le Park Hyatt.
Ce site est desservi par les lignes 3, 7 et 8 à la station de métro Opéra.

## Origine du nom
Elle porte ce nom en mémoire de la signature du traité de paix de 1814 signé entre la France et les grandes puissances européennes après la première abdication de Napoléon Ier.

## Historique

### Couvent des Capucines
L'ordre des Clarisses capucines est introduit en France par la reine Louise de Lorraine. Celle-ci souhaitait créer un couvent à Bourges pour y être inhumée. À sa mort, le 29 janvier 1601, elle laisse à son frère, Philippe-Emmanuel de Lorraine, duc de Mercœur, une somme de 60 000 livres pour le construire mais celui-ci meurt en février 1602.
Par lettres patentes du 8 juin 1602, Henri IV autorise la veuve du duc de Mercœur, Marie de Luxembourg, duchesse d'Étampes et de Penthièvre, à construire un couvent des Capucines, mais à Paris et non à Bourges. Par une bulle de septembre 1603, le pape Paul V accrédite la création à Paris du couvent, sous le nom « des Filles de la Passion ». Marie de Luxembourg décide d'installer les religieuses dans l'hôtel du Perron, ou de Retz, dans le faubourg Saint-Honoré, qui lui appartient, avec l'aide de son beau-frère, le père Ange de Joyeuse, capucin, frère du duc Anne de Joyeuse époux de Marguerite de Lorraine, sœur de Louise de Lorraine-Vaudémont. Les travaux de construction du couvent commencent le 29 juin 1604 et la chapelle est inaugurée en juin 1606.
Le couvent des Capucines occupe alors une moitié de la place Vendôme actuelle. Pour construire la place Vendôme quelque quatre-vingts années plus tard, il faut donc détruire le couvent des Capucines. Louis XIV offre aux religieuses de reconstruire à ses frais un nouveau couvent. Le plan de la façade de l'église est demandé au premier architecte du roi, Jules Hardouin-Mansart, et fourni le 6 avril 1686. Les travaux sont suivis par François II d'Orbay. Mais rapidement ce premier plan est modifié pour tenir compte de la perspective avec la nouvelle place et en particulier avec le portail du couvent des Feuillants qui se trouve en vis-à-vis, de l'autre côté de la place. La première pierre est posée le 9 juillet 1686. Les religieuses s'y installent le 2 juillet 1688. La nouvelle église est consacrée et dédiée à saint Louis le 27 août 1689.
Mais pour reconstruire le nouveau couvent, François Michel Le Tellier, marquis de Louvois avait exigé de l'entrepreneur Maurice II Gabriel (1632-1693) de réutiliser les matériaux de l'ancien édifice. En 1720, le portail de l'église est déjà très dégradé, probablement à cause du choix de Louvois de fonder le couvent sur des moellons de plâtre. Le portail est reconstruit en 1721-1722 sur les plans de Sébastien-Antoine Slodtz (1695-1754) avec des sculptures de François-Antoine Vassé (1681-1736). L'architecte Jacques-François Blondel n'appréciait pas l'église. Le portail doit encore être restauré en 1755.
À la Révolution, les officiers municipaux ont pour mission d'expulser les religieuses et, le 14 juin 1790, les sœurs quittent le couvent. Par le décret du 7 septembre 1792, le couvent devient l'hôtel des Monnaies où sont imprimés les assignats. L'église profanée voit le physicien Étienne-Gaspard Robertson présenter des spectacles de fantasmagorie à l'aide d'une lanterne magique appelée « fantascope ». En 1800, le cirque d'Antonio Franconi occupe l'ancien couvent.

### Percement de la rue de la Paix

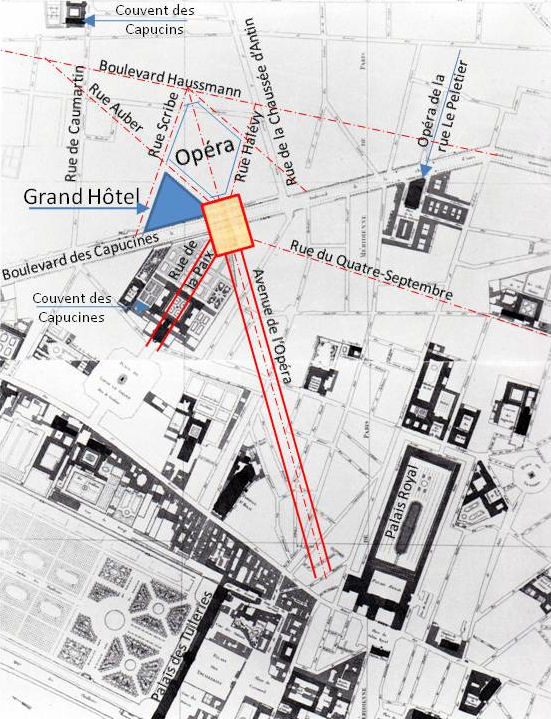
Percement des rues autour de l'Opéra de Paris.

En 1685 est créé à l'avant du rempart des Fossés-Jaunes un cours longeant le jardin du couvent des Capucines (aujourd'hui boulevard des Capucines). Le développement du quartier se fait avec la rue de la Chaussée-d'Antin, à partir de 1720, puis la rue de Caumartin en 1779. Le marais des Porcherons, ou marais aux Mathurins, se lotit entre 1768 et 1793.
Signé par Napoléon, un décret du 19 février 1806 stipule l'ouverture de la future rue de la Paix, entre la place Vendôme et le boulevard des Capucines, à l'occasion de la création de la rue Daunou (alors « rue Neuve-Saint-Augustin »), qui est perpendiculaire. D'abord baptisée « rue Napoléon » d'après une décision du ministère de l'Intérieur du 30 juin 1806, l'artère change de nom pour celui de « rue de la Paix » le 30 mai 1814, pour célébrer la nouvelle paix négociée en Europe.

### Destruction du couvent des Capucines
La rue est percée après la destruction du couvent des Capucines, à la suite des confiscations des biens ecclésiastiques par la Révolution française. Or, certains personnages célèbres avaient été enterrés (parfois seulement une partie de leur dépouille mortelle, tel le cœur) dans l'église conventuelle à la suite d'un testament, d'une fondation de messe ou d'un legs. Parmi ces dignitaires, on compte François Michel Le Tellier de Louvois, Gilbert Colbert de Saint-Pouange, la marquise de Pompadour ou le duc de Créquy, frère aîné du maréchal François de Créquy. On estime que les huit chapelles qui, de part et d'autre, bordent la nef où se trouvaient les tombeaux se situent aujourd'hui à cheval entre la chaussée et le trottoir, au niveau des immeubles érigés au début de la rue de la Paix, du no 2 au no 6, incluant les numéros impairs.
Les ossements mis au jour dans le cloître et l'église des Capucines lors de l'édification de la rue de la Paix sont transférés le 29 mars 1804 aux catacombes de Paris, dans leur ossuaire particulier. La reine Louise de Lorraine, fondatrice du couvent, est déplacée au cimetière du Père-Lachaise en 1806, puis dans la basilique Saint-Denis en 1817. En 1864, pendant la construction d'un égout haussmannien, trois cercueils sont découverts et sauvés : celui d'Henriette Catherine de Joyeuse, de la duchesse de Mercœur et de Louvois. Mais d'après l'historien Jacques Hillairet, celui de madame de Pompadour n'a pas été exhumé. L'écrivain Michel de Decker évoque le devenir de la marquise dans son ouvrage : « C'est ainsi que Jeanne-Antoinette, demeurée dans son tombeau, dort encore aujourd'hui sous le pavé de l'ancienne rue Napoléon — devenue rue de la Paix en 1814 — et sans doute devant l'immeuble portant le numéro trois. »

### Premières constructions

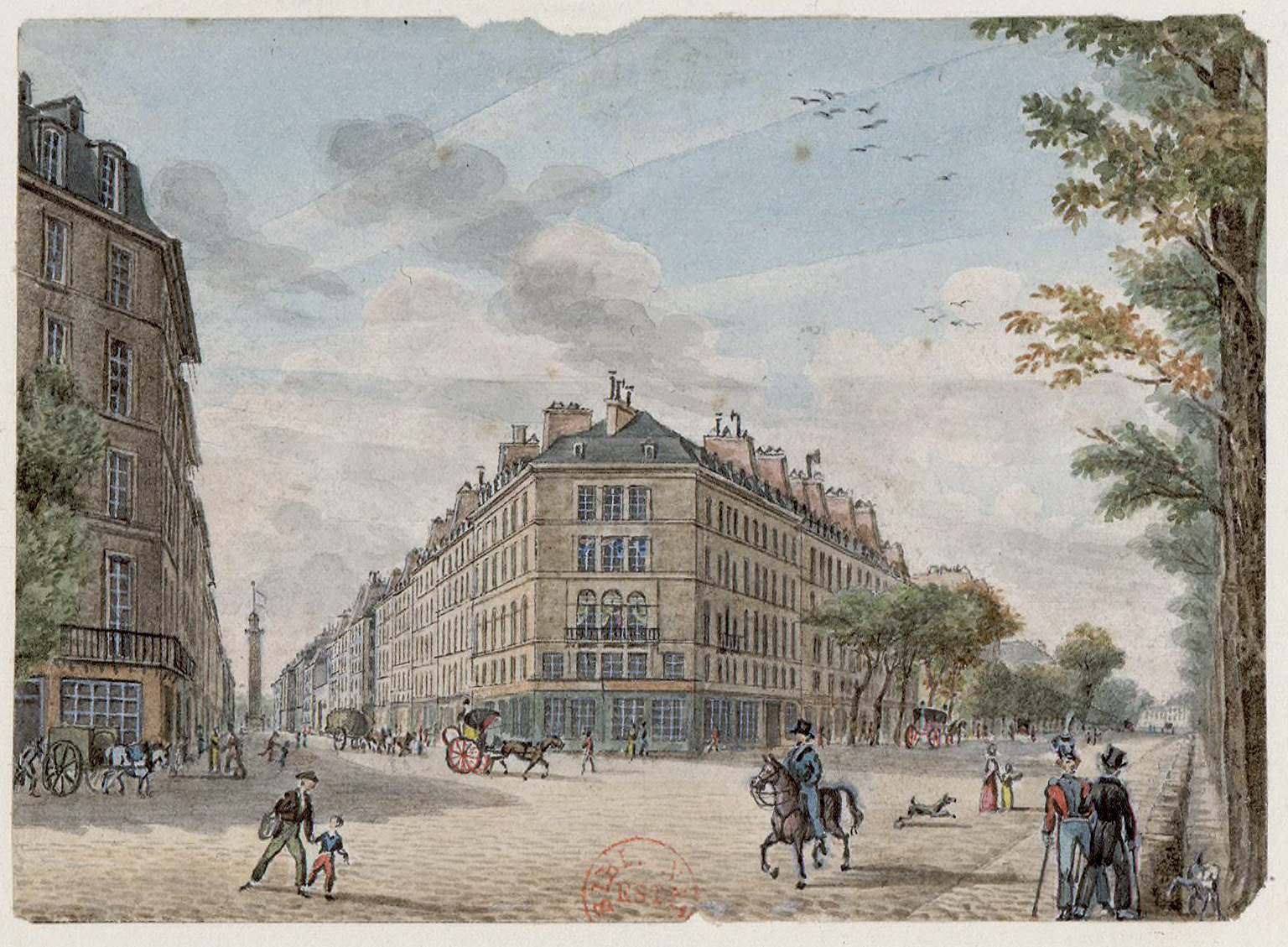
La rue vue du boulevard des Capucines en 1829.

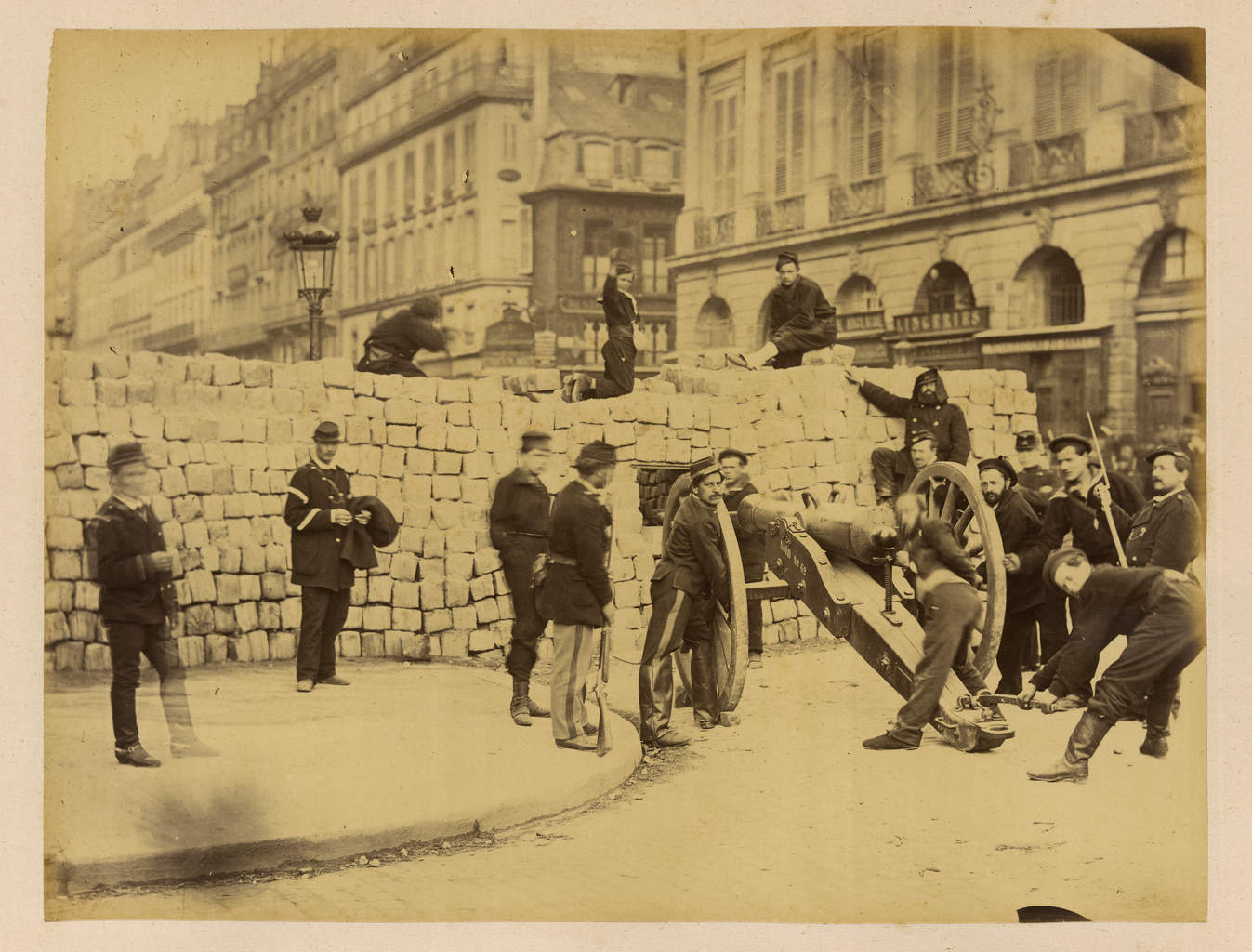
Barricade tenue par des Fédérés lors de la Commune de Paris, 1871.

La rue est terminée sous le règne de Louis-Philippe. C'est en avril 1829 qu'est installé tout le long de la rue l'éclairage au gaz
Marie-Antoine Carême (1784-1833) y ouvre sa première pâtisserie avant d'officier dans les cuisines de toutes les cours d'Europe et celles des nouveaux riches parisiens.
La rue de la Paix va servir de lieu de passage pour les différentes délégations étrangères se rendant au palais des Tuileries.

Le réaménagement du quartier autour du nouvel Opéra de Paris à partir de 1861 va faire de celui-ci le lieu du commerce du luxe. Édouard Fournier écrit en 1862 : 

« Les riches étrangers ont la rue de la Paix en singulière affection ; ils ne peuvent vivre que là, les hôtels meublés en sont pleins. Nombre de fournisseurs avisés se sont mis sur le chemin de cette riche clientèle que leur vient de tous les pays. C'est le bazar du confortable le plus splendide et le plus délicat. »

## Bâtiments remarquables et lieux de mémoire

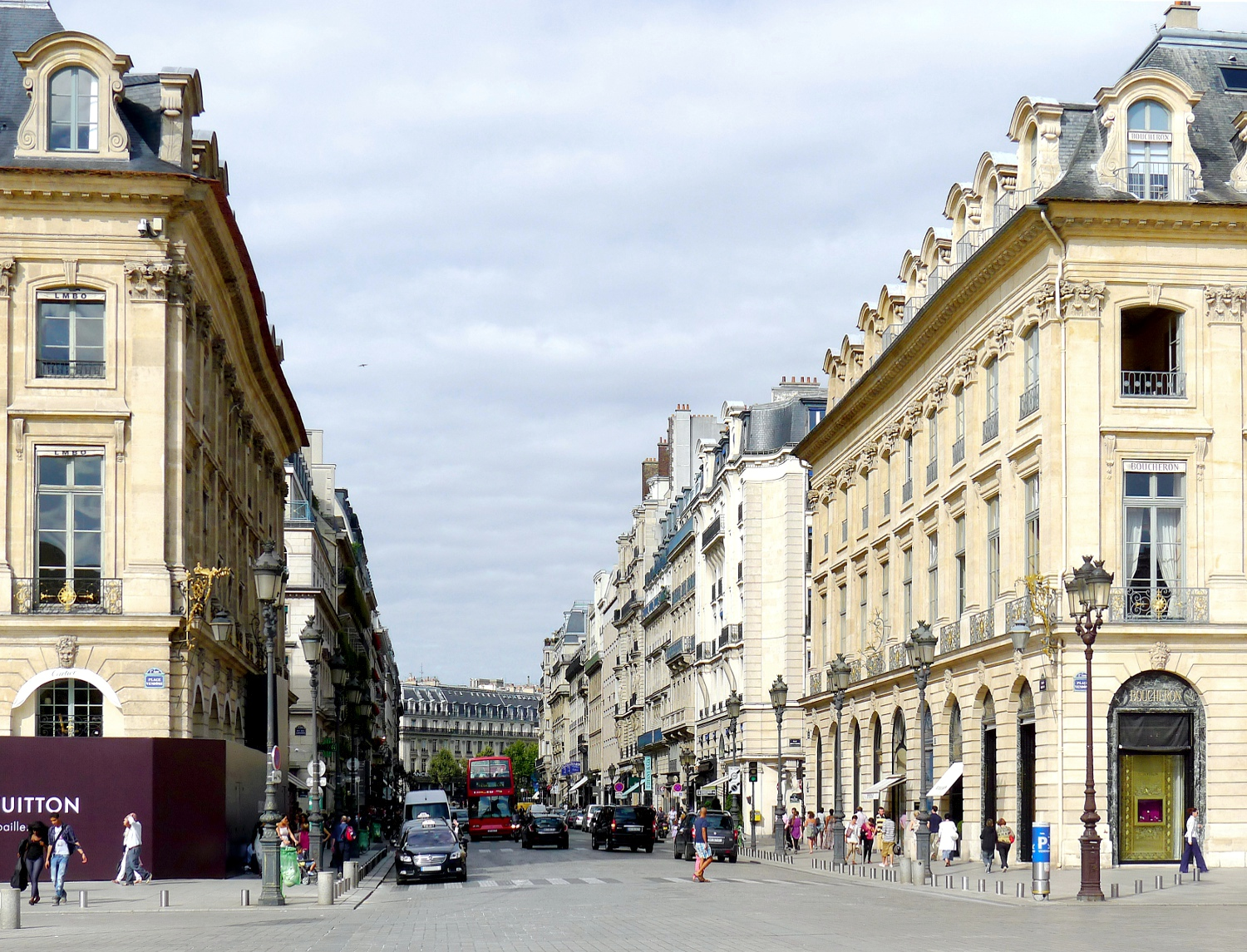
Rue de la Paix vue de la place Vendôme en direction de la place de l'Opéra.

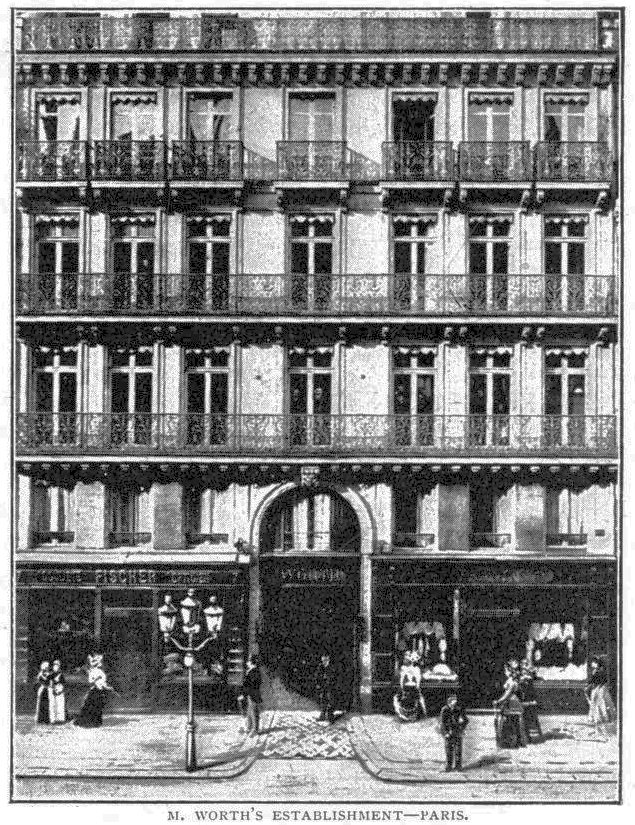
Maison Worth, 7 rue de la Paix.

- No 1 : la maison de haute couture Madame Grès fut installée au 1, rue de la Paix de 1942 à 1988.
- No 2 : le musicien Jean-Paul Martini y mourut le 14 février 1816.
- No 3 : immeuble de 1854, construit par les architectes Mesnard et Rouillère[11]. La maison de haute couture Paquin fut installée au 3, rue de la Paix en 1891. À son apogée, l'entreprise comptait près de 2 700 employés avant de fermer définitivement ses portes en 1956 pour cause de grandes difficultés financières.
- No 4 : l'architecte-décorateur Louis Süe (1875-1968) réalisa ici avec André Mare le magasin de joaillerie-orfèvrerie de Robert Linzeler (1872-1941), en 1923.
- No 6 : l'orfèvre Louis Aucoc ouvrit sa boutique rue de la Paix en 1821. Elle est mentionnée dans le premier chapitre de La Dame aux camélias[12]. C'est auprès de ses descendants André Aucoc et Louis Aucoc que René Lalique fut apprenti de 1874 à 1876.
- No 7 : en 1858, le couturier Charles Frederick Worth et le Suédois Otto Gustav Bobergh y créent la maison de haute couture Worth & Bobergh[13]. Au début de la Première Guerre mondiale, le magasin est transformé en hôpital militaire auxiliaire (il en existe une photographie, datée de 1914[14]), baptisé par certains « hôpital Worth »[15]. La maison Worth a depuis été remplacée par l'horloger et joaillier Piaget[16].
- No 8 : sous le règne de Louis-Philippe et le Second Empire, emplacement de l'hôtel meublé Mirabeau et du magasin de l'éditeur Amyot. L'immeuble actuel est de 1867, date à laquelle il fut reconstruit. En 1927, le parfumeur Roger & Gallet y fit faire la devanture de sa boutique en Lap (ciment alumineux).
- No 9 : emplacement de la joaillerie Mellerio, « la plus ancienne maison de la rue de la Paix » selon Le Figaro[17].
- Nos 11 et 13 : emplacement de la joaillerie Cartier (au 13 depuis 1899, au 11 depuis 1912).
- No 13 : emplacement de l'hôtel Westminster Paris.
- No 14 : immeuble construit en 1907 pour l'entreprise de joaillerie Vever.
- No 17 : emplacement de la confiserie-pâtisserie Carême en 1830 et, en 1923, de la parfumerie d'Orsay, réalisée par l'architecte décorateur Louis Süe et ses associés, le peintre André Mare et le ferronnier d'art Richard Georges Desvallières.
- No 19 : ici se trouvait le joaillier Gustave Baugrand (1826-1870), protecteur de la comédienne Marie Delaporte (1838-1910) et fournisseur de Napoléon III. Emplacement aussi de la parfumerie de luxe Grenoville, à partir de 1902.
- No 20 : emplacement du magasin de nouveautés À la belle Anglaise, ouvert en 1824, devenu par la suite l'hôtel meublé de Hollande, puis la maison de parfum Richard Hudnut, entre autres. La Maison Maquet occupe cet emplacement de 1841 à 1846, puis déménage au numéro 24 de 1847 à 1867, et enfin le numéro 10 à partir 1868, où elle restera une centaine d’années[18].
- No 21 : emplacement d'une salle où N. Kaufmann, un musicien allemand originaire de Dresde, faisait entendre vers 1817 lors de soirées musicales ses inventions : le bellonéon, le cordaulodion, l'harmonicorde et l'automate-trompette à double-son[19],[20]. Le bâtiment devint ensuite, vers 1824, la maison Doucet, spécialisée dans la vente de lingerie pour hommes et de frivolités pour dames.
- No 22 : emplacement de l'hôtel meublé des Îles Britanniques en 1860.
- No 23 : emplacement de la maison de mode Caroline Reboux.
- No 24 : emplacement de la maison de maroquinerie Offenthal de 1935 à 1995 (boutique spoliée pendant l'Occupation).
- No 25 : emplacement de l'hôtel meublé de Douvres en 1862.

## La rue de la Paix dans la culture

### Jeu de société

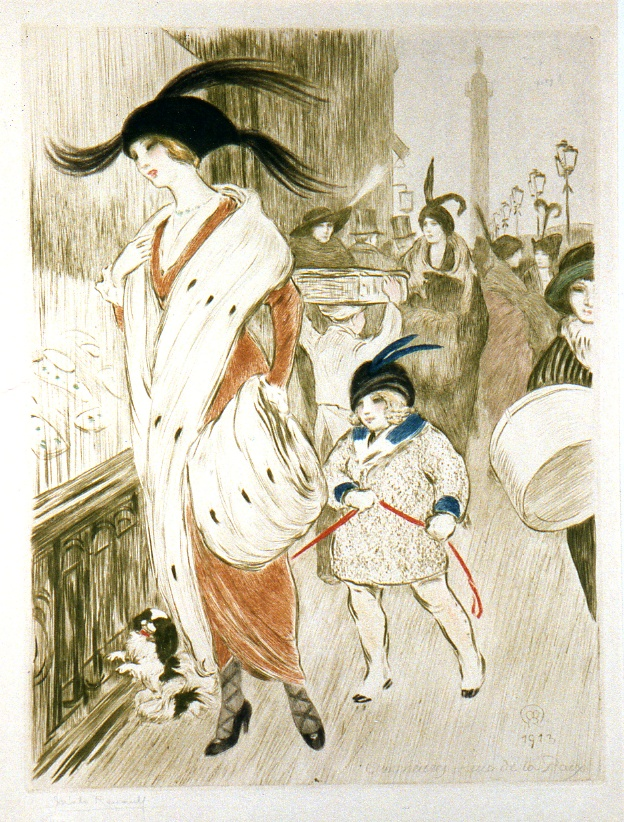
Rue de la Paix, estampe en couleur (1912).

Cette rue est connue comme étant la plus chère de la version française du jeu de société Monopoly, et ce depuis la conception du jeu en 1935. Dans la vie réelle, le prix moyen du mètre carré, en 2023, y est estimé à plus de 18 000 euros.
Elle a aussi donné son nom au jeu Rendez-vous rue de la Paix.

### Chansons
La présence de la rue de la Paix sur le plateau du Monopoly a inspiré une chanson du même nom à Zazie.
Booba rend hommage à cette rue en la citant dans Jour de Paye : « J'ai fait la guerre pour habiter rue de la Paix. »

### Cinéma
- Une séquence du film musical de Stanley Donen Drôle de frimousse (1957) est tournée rue de la Paix[22].
- Une séquence du film d'Yves Robert Signé Arsène Lupin (1959) est tournée rue de la Paix[22].
- Une séquence du film de Josiane Balasko Cliente (2008) est tournée rue de la Paix[22].